# ACAZ

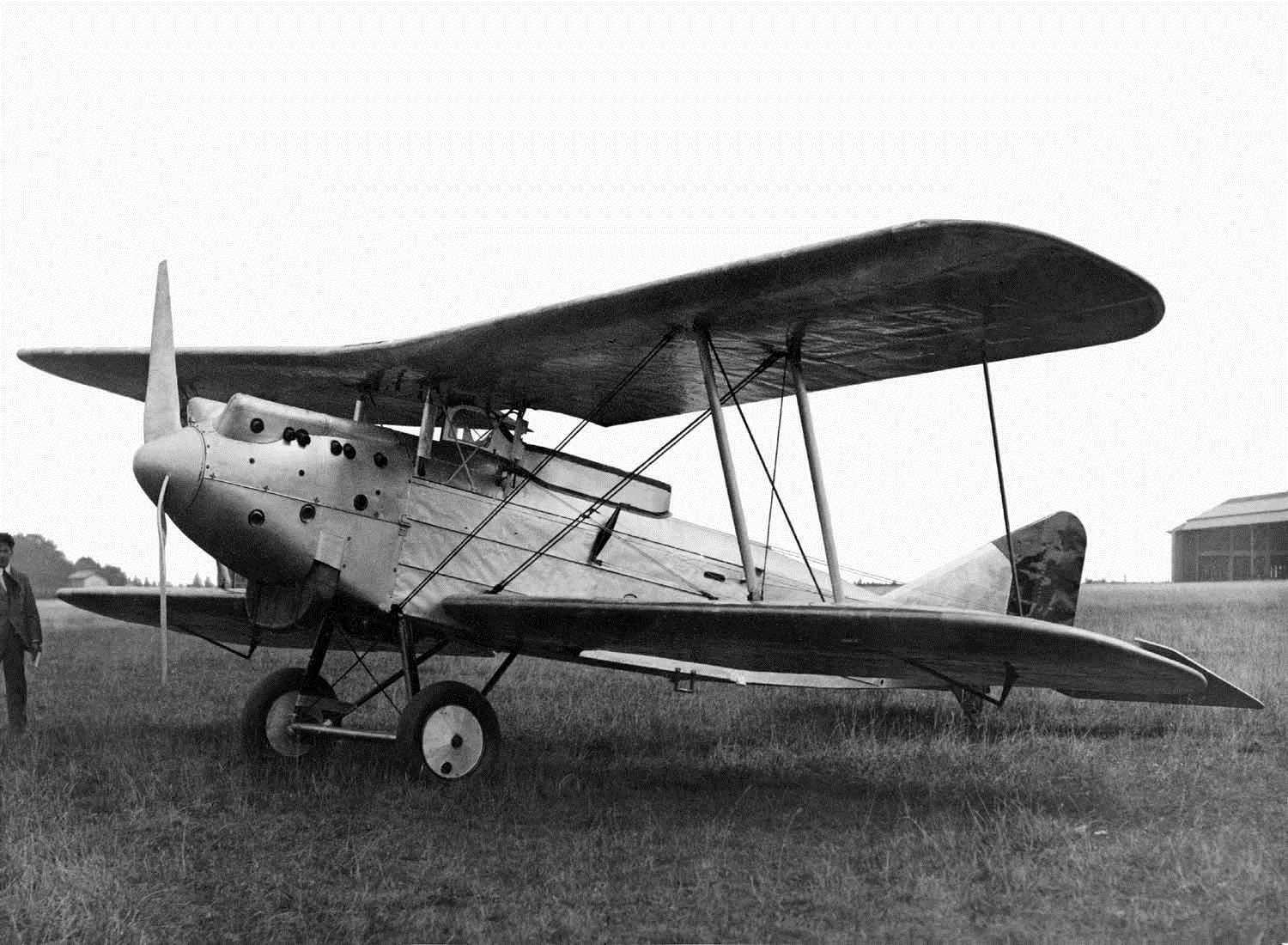
ACAZ C.2

A.C.A.Z. oftewel Ateliers de Construction Aéronautiques Zeebrugge (minder bekend als Z.A.C.C.O. - Zeebrugge Aéronautical Construction Company (naamgeving sinds 1926)) was een Belgische vliegtuigbouwer, die vooral bekend is geworden vanwege het destijds vooruitstrevende ontwerp van de T.2.
De "fabriek" bestond al in 1923 en was opgericht door Commandant Fernand Jacquet in Zeebrugge. In 1924 werd het bedrijf officieel als ACAZ opgericht, onder leiding van Fernand Jacquet en mede-eigenaren Jules Frateur, Léopold Frateur en Baron Jean Kervyn de Lettenhove ea. In 1926 vindt, na overleg met een financiële partner een naamsverandering plaats. ACAZ wordt ZACCO en Fernand Jacquet stapt op. De leiding wordt overgenomen door Alfred-François Feyens en Jules Frateur, Léopold Frateur, Charles Mulder en Edouard Glenisson. In 1927 stappen de broers Frateur eruit. In 1929 blijkt het bedrijf volledig in handen van de familie Mulder, die ook aandeelhouders waren van SEGA.
Het bedrijf bouwde van 1924 tot 1927 slechts drie vliegtuigen. Het eerste vliegtuig was een tweepersoons sportvliegtuig ontworpen in 1924, de T.2. Dit vliegtuig was het eerste geheel metalen vrijdragende (geen extra steunbalken) eendekker. Het ontwerp kwam van Emile Allard samen met Alfred Renard, de belangrijkste Belgische vliegtuigontwerper tot nu toe. Van dit vliegtuig is één exemplaar gebouwd.
Na dit vliegtuig werden er nog twee jachtvliegtuigen/verkenners gebouwd van het type C.2 (ontworpen door Alfred Herrmann en bijgestaan door René Bulté), en lag het idee voor een jachtvliegtuig, de H.C.1, op tafel. De proeven door het Belgische leger hadden echter geen orders tot gevolg. A.C.A.Z. moest de deuren in 1933 sluiten, wegens de economische crisis. De twee vliegtuigen waren toen al doorgesluisd naar SEGA.
Beide vliegtuigen werden in de administratie van ACAZ en ZACCO overigens aangeduid als A2 en T3.

## Vliegtuigtypen
- T.2 - sportvliegtuig, tweepersoons
- C.2 - 1923, 2 persoons jachtvliegtuig/verkenningsvliegtuig, tweedekker, 1 motorig (450hp Hispano-Suiza 12Ga) propeller